# Raymonde Peschard
Raymonde Peschard dite Taous, née le 15 septembre 1927 et tuée le 26 novembre 1957, est la seule Algérienne d'origine européenne qui est reconnue comme « chahida » (martyre) par les autorités algériennes après l'indépendance. Elle est enterrée à Constantine, où une importante artère de la ville porte également son nom.

## Biographie
Raymonde Peschard naît le 15 septembre 1927 à Saint-Eugène (aujourd'hui Bologhine) en Algérie, d'un père chef de gare à Constantine. Assistante sociale au sein de la compagnie Électricité et gaz d'Algérie, elle milite pour le Parti communiste algérien, à l'UFA et au Comité de lutte contre la répression ce qui lui vaut d'être expulsée de Constantine le 5 juillet 1955. En 1956, elle rejoint le FLN et se voit confier quelques missions avant d'être injustement accusée d'avoir remis des bombes à Fernand Iveton. Sous la torture, ce dernier a en effet affirmé que la femme en question était blonde, afin de protéger Jacqueline Guerroudj, qui était brune, et Raymonde Peschard devient de ce fait recherchée par les services de renseignement. En mars 1957, elle s'engage dans l'ALN et se fait connaître sous le nom de Taous (« Le Paon » en arabe), en hommage à sa beauté.
En novembre 1957, le groupe auquel elle est affectée prend la direction de la Tunisie. À l'aube du 26 novembre, le groupe dirigé par Mustapha Laliam se fait encercler par l'armée française non loin de Medjana et Raymonde Peschard est tuée ainsi que dix de ses compagnons d'armes.